# Ancestral comum mais recente
O ancestral comum mais recente (ACMR; em inglês Most recent common ancestor ou MRCA) de qualquer grupo de organismos é o indivíduo mais recente do qual todos os organismos no grupo descendem directamente.

## Descrição
O termo é aplicado mais frequentemente a humanos. O ACMR de um grupo de indivíduos pode por vezes ser determinado referindo um pedigree já estabelecido. Em geral, no entanto, é impossível identificar o ACMR específico de um grupo de indivíduos, mas muitas vezes é possível obter uma estimativa do tempo em que viveu o ACMR; tais estimativas podem ser obtidas com base em resultados de testes de ADN e em taxas de mutação estabelecidas, ou por referência a um modelo genealógico não genético. Estima-se que o ACMR de todos os seres humanos vivos actualmente tenha vivido há 350 mil anos.
É um fato que a questão do ancestral comum mais recente de todos os seres vem intrigando não somente biólogos, mas a maioria das pessoas. Com base nisso, biólogos vêm utilizando sequências de DNA de organismos modernos para descobrir características do ACMR de todos os seres vivos – o “tronco” da árvore da vida, que seria um organismo que teria surgido na Terra há mais de 3,5 bilhões de anos. Haverá provas inequívocas, ao se recuar no tempo, de que todos os animais e as plantas são aparentados entre si e de que todos os seres descendem de um mesmo ser ancestral. Como alguns argumentos para sustentar este fato, citam-se: a árvore da vida; os muitos elos entre as espécies; os embriões, que seriam muito semelhantes entre si (num estado muito prematuro os embriões das diferentes espécies são extremamente semelhantes); o DNA, que seria muito semelhante entre o homem e o chimpanzé; os órgãos parecidos entre o homem e os animais; e os órgãos vestigiais (órgãos que, em alguns seres vivos, encontram-se com tamanho reduzido e geralmente sem função, porém maiores em outros e exercendo uma função definitiva).
Em 2016, foi publicado um retrato genético do mais velho ancestral comum a todos os seres vivos presentes na Terra, o qual teria vivido 4 bilhões de anos atrás, quando a Terra tinha por volta de 560 milhões de anos. Ele seria um organismo de uma única célula, e que não precisava de oxigênio, alimentando-se de nitrogênio.
Com o tempo, pode vir a ocorrer a descoberta de um novo ACMR a um grupo de organismos e este vir a substituir o ACMR de antes, pois a ciência vem fazendo ultimamente várias descobertas. Como já  era dito por Darwin e suas teorias, todos os organismos da Terra possuem ancestrais comuns, que podem ser mais novos ou mais antigos. Exemplificando, tem-se que o gato e o tigre, que são dois animais da ordem Felidae – dos felinos – possuem ancestrais comuns mais recentes no tempo do que o sapo e o homem (sendo o primeiro um anfíbio e o segundo um primata), por exemplo. Isso quer dizer que o ancestral do gato e do tigre viveu em um passado mais próximo do que o ancestral comum entre os anfíbios e os primatas.
Como um bom exemplo, tem-se o ancestral comum mais recente, até no momento, dos mamíferos placentários (o grupo mais diverso de animais do planeta que inclui morcegos, baleias e humanos), sendo este caracterizado por ser um animal comedor de insetos, que seria do tamanho de um pequeno rato. Tal história evolutiva teve seu início há 65 milhões de anos, quando um grande evento de extinção (o Evento KT, comumente representado pela teoria de queda de um asteroide na superfície da Terra) terminou com o domínio dos dinossauros sobre a Terra. Foi após seis anos de estudo de diversas características morfológicas e genéticas, tanto de mamíferos viventes como de fósseis, que uma equipe internacional de cientistas fez tal descoberta, estando incluído nesta um cientista brasileiro, Marcelo Weksler. No decorrer do processo, esses cientistas reuniram cerca de 4.500 características morfológicas.
Podem-se identificar dois grupos irmãos na árvore da vida, por exemplo, identificando o ACMR entre eles. Um outro exemplo de ACMR seria o ancestral dos répteis, aves e mamíferos, que seria um animal próximo ao Hylonomus. Estes são vertebrados terrestres e são chamados coletivamente de amniotas por possuírem desenvolvimento embrionário que acontece sobre membranas fetais (amnio, cório e alantoide). Dentre as características herdadas por eles do ancestral, encontram-se o aumento do investimento no cuidado das crias, a respiração pulmonar avançada, a fertilização interna, os derivados queratinizados da pele, o rins metanefros com ureter especifico, a respiração pulmonar avançada e o papel decisivo dos ossos dérmicos na morfologia do crânio.